# Phylloscopus affinis
Phylloscopus affinis е вид птица от семейство Phylloscopidae.

## Разпространение
Видът е разпространен в Бангладеш, Бутан, Индия, Китай, Мианмар, Непал, Пакистан и Тайланд.